# Bobosjevo
Bobosjevo (bulgariska: Бобошево) är en stad i västra Bulgarien. Staden ligger i kommunen Obsjtina Bobosjevo och regionen Kjustendil och ligger nära städerna Kotjerinovo och Rila. Vid folkräkningen 2010 hade Bobosjevo 1 370 invånare.
Bobosjevo ligger omkring 75 kilometer söder om huvudstaden Sofia och 65 kilometer från Bulgariens främsta skidort Bansko. Cirka fyra kilometer från Bobosjevo finns huvudvägen som löper mellan Sofia och den grekiska gränsen.
Bobosjevo ligger i den lägsta delen av Rilabergens sydvästra del, i dalgången av floden Struma (där den möter den tyska floden). Staden ligger fördelaktigt i landet och har ett milt klimat vilket gjort att området varit befolkat sedan antiken.
Regionen där Bobosjevo ligger, tillsammans med regionen Ohrid, kallas även för bulgariska Jerusalem. Detta beror på dess roll som kulturellt centrum under 1400- till 1600-talen. Regionen har många kyrkor och kloster av vilka de flesta dateras bak till dessa århundraden.
Den mest kända av dessa är Sankt Dimitars kloster, vilket ligger i den nedre östra delen av Ruenbergen. Klostret har mycket välbevarad medeltida arkitektur, och är enligt bulgariska kriterier av högsta kulturellt minne. Kyrkan (där den står idag), konstruerades under sista delen av 1400-talet. Den har ett skepp, en rund absid och är täckt av ett halv-sfäriskt valv. Väggmålningarna täcker både väggar och tak, samt även den västra fasaden. Dessa målningar är daterade till 1488.

## Bilder

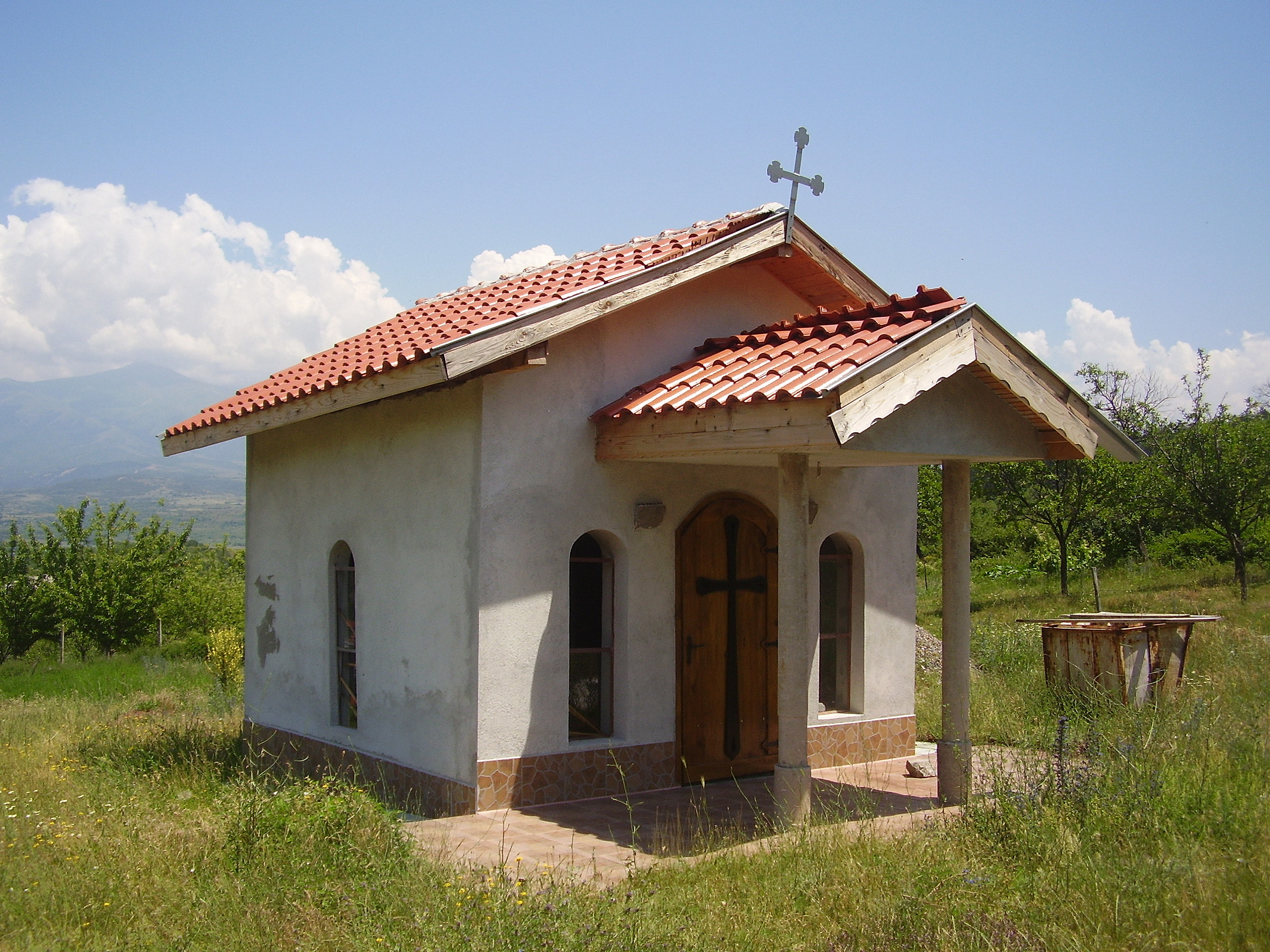
Sankt Tryfons kapell i Bobosjevo.